# Causes de la Grande Récession
 (mars 2023).
Les causes de la Grande Récession sont l'ensemble des causes et des mécanismes présidant au déclenchement et à la perpétuation de la crise économique mondiale de 2008. L'analyse des causes de la Grande Récession commence dès 2008, lors de la crise des subprimes.

## Contexte
Au début des années 2000, l'économie de l'Occident vit dans une situation de volatilité macroéconomique faible, d'inflation modérée, et de croissance soutenue, appelée grande modération.

## Endettement
Plusieurs économistes ont mis en lumière un mécanisme d'endettement croissant du secteur privé américain. La stagnation des salaires de la classe moyenne américaine les a poussés à s'endetter pour financer des achats immobiliers.
La Réserve fédérale des États-Unis a également été critiquée pour sa politique monétaire expansionniste au début des années 2000, avec des taux d'intérêt bas. Cette politique monétaire avait pour objectif de stimuler l'économie américaine après l'éclatement de la bulle Internet et dans le contexte mouvement de la guerre d'Irak. Entre 2001 et 2005, les taux passent de 7 % à 1 %. La liquidité devient ainsi abondante sur les marchés financiers, avec un coût de l'argent faible ; cela se répercute sur les banques privées qui assouplissent leurs conditions de crédit.

## Innovations financières
La crise financière est rendue possible par des mécanismes de transmission touchant des innovation financière. Afin de maximiser leurs gains, les banques américaines ont mis en place des mécanismes d'assurance complexes à base de credit default swap au sujet de titres financiers très complexes appelés collateralized debt obligations.

## Marché immobilier
L'évolution cyclique du marché immobilier américain a été pointée du doigt comme l'une des causes de la crise économique.

## Perte de confiance
La confiance a été l'un des facteurs les plus importants dans le déclenchement et l'amplification de la crise.